# Opus geminum
Opus geminum (deutsch: „Zwillingswerk“) bezeichnet eine Literaturform, die vor allem im lateinischsprachigen Mittelalter vielfältig Verwendung fand. Ein Opus geminum ist ein Werk, in dem ein und dieselbe Thematik nacheinander in zwei unterschiedlichen Formen abgehandelt wird, nämlich in Versform (gebundener Rede) und Prosaform. Hervorgegangen aus den Übungen des Grammatikunterrichts und der Rhetorenschule, wird es in der Spätantike zur eigenständigen literarischen Form. Es stellt eine der Antworten auf den christlichen Stilkonflikt dar, der sich aus der Ablehnung des antiken Bildungswesens und vor allem der Rhetorik durch das frühe Christentum ergab, als seit dem 4. Jahrhundert in breitem Strom die gebildeten Oberschichten zum Christentum übertraten und nicht ohne weiteres bereit waren auf ihre Bildungstraditionen zu verzichten. Es handelt sich demnach um eine kontrastimitative Form, die die elitäre sprachliche Form der heidnischen Dichtung mit christlichem Inhalt füllt und so den Bedürfnissen einer exklusiven Bildungsschicht Rechnung trägt, sie aber gleichzeitig durch die Prosaparaphrase allgemein zugänglich macht und so zumindest pro forma dem  egalitären christlichen Anspruch auf Heilsvermittlung an alle nachkommt. Eine neue Begründung findet sich bei dem Angelsachsen Aldhelm von Malmesbury, der argumentiert, der Mensch solle als Teil der Schöpfung Gott mit allen zur Verfügung stehenden Mitteln (diversa voce) loben. Bei Hrabanus Maurus dient die Form darüber hinaus der Erläuterung der aufgrund des Formzwanges der Figurengedichtes extrem schwierigen Verse. Brun Candidus stellt in Buch I seiner Vita Abt Eigils von Fulda den geschichtlichen Ablauf (sensus historicus) und die moralische Ausdeutung (sensus moralis), in Buch II die ekklesiologisch-eschatologische Ausdeutung (sensus mysticus) im Sinne der Lehre vom mehrfachen Schriftsinn in den Vordergrund. Der Gedanke einer Mehrfacherzählung hat folgerichtig im 9. Jahrhundert die Bebilderung von Opera gemina nahegelegt, so bei Sedulius (nachträglich) und bei Hrabanus Maurus und Brun Candidus (vom Autor selbst). Die Verkettung von Text und Bild  und die Arbeit mit dem mehrfachen Schriftsinn lieferte Argumente gegen die Ikonoklasten (Bildgegner) im Bilderstreit. 
Analog zum Opus geminum tritt selten auch ein Poema geminum auf, in dem der gleiche Stoff auf im Aufbau erkennbar ähnliche Weise in formal unterschiedlichen Gedichten dargeboten wird, z. B. in der ersten Hälfte des 13. Jahrhunderts durch Gregor von Montesacro.
Der Begriff des Opus geminum leitet sich von Werken des Coelius Sedulius (5. Jahrhundert) ab, der das erste Zwillingswerk schuf, indem er einer Bibelparaphrase in Versform, dem Paschale carmen, eine angeblich auf kritische Reaktionen hin nachträglich angefertigte Prosafassung, das Paschale opus, zur Erklärung beistellte. Diese von Topik durchsetzte Darstellung des Entstehungsprozesses verdient jedoch wenig Vertrauen. Wahrscheinlicher ist, dass Sedulius wie üblich zuerst die Prosa als Arbeitsgrundlage, sodann die Verse verfasste und die von vorneherein geplante, aber damals noch unübliche Beifügung der Prosa mit der Intervention seiner Kritiker begründete und so dem Unternehmen einer poetischen Bibelparaphrase eine neuartige Legitimation zu verschaffen suchte.
Weitere Beispiele für Opera gemina im früheren Mittelalter:
- „De virginitate“ – Sammlung von Heiligenleben des Aldhelm von Malmesbury von Malmesbury († 711)
- „Vita sancti Cudbercti“ – Cuthbert-Viten des Beda Venerabilis († 735) (erst nachträglich zum Opus geminum zusammengestellt)
- „Vita sancti Willibrordi“ Willibrord-Vita des Alcuin (735–804)
- „De laudibus sanctae crucis“ – Figurengedichte des Hrabanus Maurus († 856) (mit je eigenem Kommentar – declaratio figurae – als Buch I und Prosaparaphrasen  als Buch II).
- „Vita Aegil abbatis Fuldensis“ – Eigil-Vita des Brun Candidus von Fulda († 845) (mit Bildzyklus ausgestattet)
- Der Hohelied-Kommentar Willirams von Ebersberg († 1085)
- Vita S. Willibrordi des Thiofrid von Echternach († 1110)

Siehe auch: Prosimetrum